# Bébibumm
A Bébibumm (eredeti cím: Telle mère, telle fille) 2017-es francia filmvígjáték, amelyet Noémie Saglio írt és rendezett. A főszerepekben Juliette Binoche, Camille Cottin és Lambert Wilson látható. 

## Rövid történet
A 30 éves Avril és Mado nevű anyja teljesen különböznek gondolkodásban. Mado elvált Marctól, a lány apjától, Avril és férje vendégeként él párizsi otthonukban. Avril bejelenti, hogy állapotos, amit az követ, hogy kiderül, hogy az anyja is terhes, miután a volt férjével, Avril apjával, rövid kapcsolata volt. 

## Szereposztás
| Szerep                | Színész          | magyar szinkron |
| --------------------- | ---------------- | --------------- |
| Mado                  | Juliette Binoche | Györgyi Anna    |
| Avril                 | Camille Cottin   | Földes Eszter   |
| Marc Daursault        | Lambert Wilson   | Rátóti Zoltán   |
| Irène, Louis anyja    | Catherine Jacob  | Borbás Gabi     |
| Debulac, szülészorvos | Jean-Luc Bideau  | Barbinek Péter  |
| Charlotte Stefi       | Stefi Celma      | Roatis Andrea   |
| Louis                 | Michaël Dichter  | Hamvas Dániel   |

## Production
A forgatás 2016. június 13. és augusztus 5. zajlott Franciaországban, többnyire Párizsban.

## Fordítás
- Ez a szócikk részben vagy egészben  a   Baby Bumps című angol Wikipédia-szócikk fordításán alapul.  Az eredeti cikk szerkesztőit annak laptörténete sorolja fel. Ez a jelzés csupán a megfogalmazás eredetét és a szerzői jogokat jelzi, nem szolgál a cikkben szereplő információk forrásmegjelöléseként.
- Ez a szócikk részben vagy egészben  a   Telle mère, telle fille (film) című francia Wikipédia-szócikk fordításán alapul.  Az eredeti cikk szerkesztőit annak laptörténete sorolja fel. Ez a jelzés csupán a megfogalmazás eredetét és a szerzői jogokat jelzi, nem szolgál a cikkben szereplő információk forrásmegjelöléseként.